# Bobby Lennox
Robert "Bobby" Lennox MBE (30 de Agosto de 1943, Saltcoats - Ayrshire) é um ex-futebolista escocês que jogou pelo Celtic e foi membro da equipe vencedora da Liga dos Campeões de 1967 conhecida como Leões de Lisboa. Ele jogou dez vez pela Seleção Escocesa de Futebol. Em 2002, os adeptos do Celtic o votaram como membro da grande equipe de todos os tempos do clube. 

## Celtic
Celtic assinou com Lennox em formas provisórias em 1961 aos 18 anos e ele estreou no time titular no mês de março. Ele é o segundo maior goleador do clube, perdendo apenas para os 468 gols de Jimmy McGrory. Ele também é o quinto melhor marcador da liga escocesa no Celtic.
Ele ganhou onze vezes a Liga, oito vezes a Copa da Escócia e cinco vezes a Copa da Liga e foi membro da equipe que ganhou a Liga dos Campeões em 1967, a equipe ficou conhecida como Leões de Lisboa.
Ele marcou em 13 jogos de liga consecutivos (21 gols) entre 2 de março de 1968 e 7 de setembro de 1968, um recorde batido por Evelyn Morrison de Falkirk na temporada de 1928/1929, que marcou em 14 jogos consecutivos da liga e igualado por Finn Dossing do Dundee United na temporada 1964/1965.
Abaixo estão os detalhes dessa série de 13 jogos (gols entre parênteses);
- 07/05/1968 vs Clyde 3-0 (1)
- 30/04/1968 vs Dunfermline Athletic 2-1 (2)
- 20/04/1968 vs Morton 2-1 (1)
- 13/04/1968 vs Dundee 5-2 (2)
- 10/04/1968 vs Aberdeen 1-0 (1)
- 06/04/1968 vs Heart of Midlothian 2-0 (1)
- 30/03/1968 vs Dundee United 5-0 (2)
- 25/03/1968 vs St Johnstone 6-1 (4)
- 23/03/1968 vs Raith Rovers 5-0 (1)
- 16/03/1968 vs Falkirk 3-0 (1)
- 13/03/1968 vs Airdrieonians 4-0 (1)
- 06/03/1968 vs Aberdeen 4-1 (3)
- 02/03/1968 vs Kilmarnock 6-0 (1)

Ele jogou uma segunda final da Liga dos Campeões com o Celtic em 1970, perdendo por 2-1 para o Feyenoord da Holanda no estádio de San Siro, em Milão. Ele era um extremo extremamente rápido e era conhecido pelos fãs como 'Buzz Bomb' ou 'Lemon', pois eles achavam que ele fazia defensores parecerem 'otários'.
Ele saiu do Celtic em março de 1978 e mudou-se para os Estados Unidos para jogar no Houston Hurricane em sua temporada de estreia na NASL.
Depois de decepcionantes 3 gols em 30 jogos para a equipe americana, ele obteve uma oferta surpresa para se juntar ao Celtic em setembro de 1978. Foi uma boa jogada, já que o Celtic levou o Campeonato da Liga nesse ano e a Copa Escocesa em 1980. Ele foi o último Leão de Lisboa a se aposentar como jogador quando se juntou à equipe de treinadores do Celtic em novembro de 1980.

## Escócia
Lennox fez sua estréia na Escócia em uma vitória por 2-1 sobre a Irlanda do Norte em 1966. Ele marcou um dos gols na famosa vitória sobre a Inglaterra, em Wembley, em 1967, a primeira derrota da Inglaterra desde que ganhou a Copa do Mundo. Ele se tornou o primeiro jogador do Celtic a marcar pela Escócia em Wembley, e mais tarde ele disse que foi um momento importante em sua vida. Ele acredita que ele e vários de seus companheiros da equipe do Celtic deveriam ter recebido mais convocações.  

## Homenagens
Bobby Charlton disse sobre ele,
| " | Se eu tivesse Lennox na minha equipe, eu poderia ter jogado para sempre. Ele foi um dos melhores atacantes que já vi | " |

.
Outra lenda de futebol, Alfredo Di Stefano do Real Madrid disse sobre ele,
| " | O escocês que me deu mais problemas foi Bobby Lennox do Celtic. Embora eu me lembre do Bernabeu aplaudindo Jimmy Johnstone, eu admirei muito Lennox. | " |

## Vida Posterior
Foi ingressado no Hall da Fama do Futebol Escôces em novembro de 2005 e também recebeu um MBE em 1981. 
Lennox publicou sua autobiografia, "A Million Miles For Celtic", em 1982.
Ele continua sua conexão com o Celtic como anfitrião do dia da partida. 
Seu filho Gary continuou a tradição do futebol da família, jogando profissionalmente pelo Dundee, Ayr United e Falkirk. 

## Referência
1. ↑  «Full record for 'ENGLAND V SCOTLAND 1967' (6813) - Moving Image Archive catalogue». movingimage.nls.uk. Consultado em 15 de dezembro de 2017
2. ↑  «My part in Scotland's finest hour» (em inglês). 23 de maio de 2007. ISSN 0307-1235